# Землебит

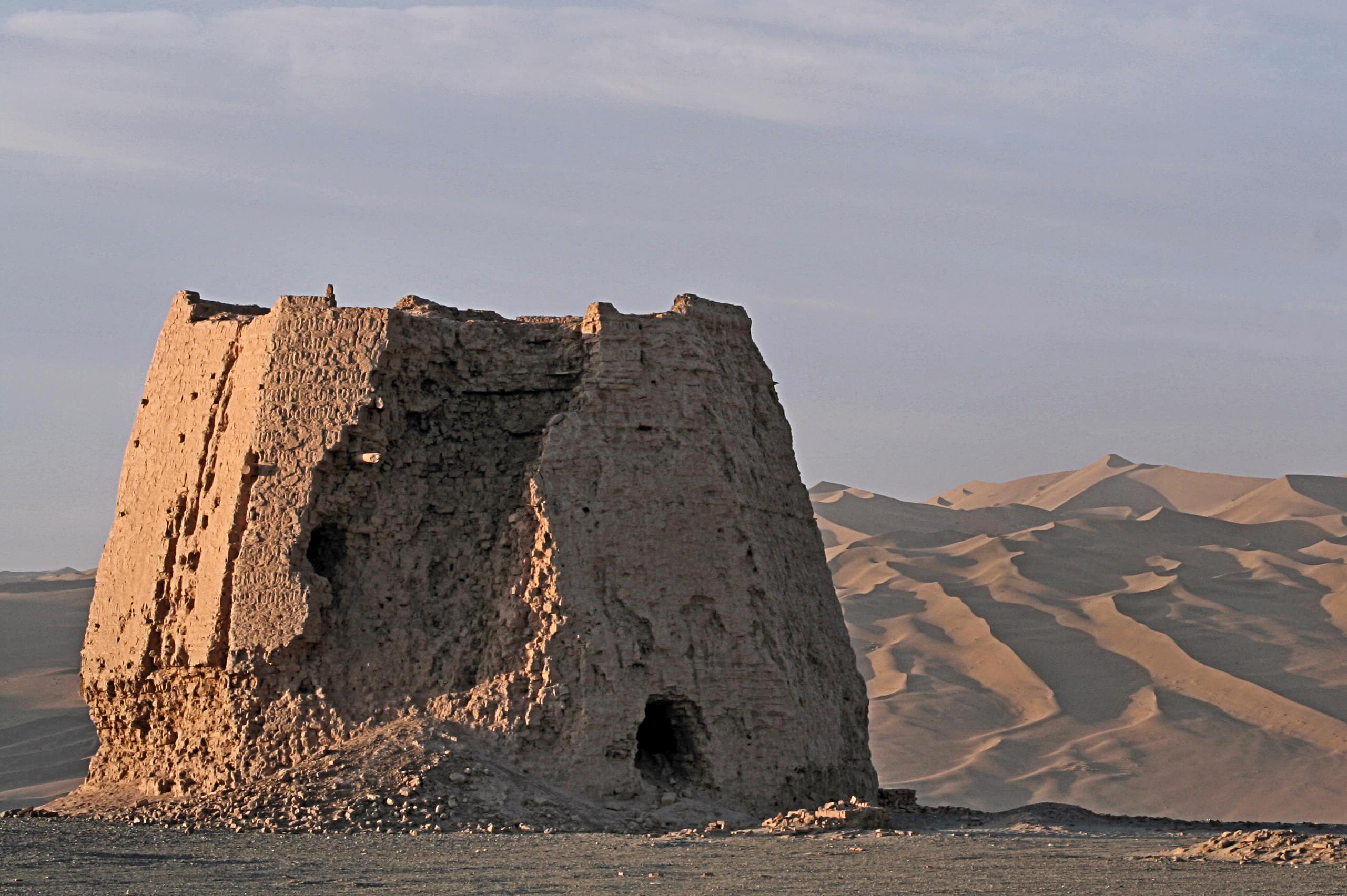
Руїни землебитної дозорної вежі біля міста Дуньхуан (202 рік до н. е. — 220 н. е.)

Землебит — технологія будівництва стін з пресованого ґрунту. Є одним із стародавніх методів будівництва з використанням природного потенціалу для виготовлення стійкого будівельного матеріалу. Одним з основних факторів, що впливають на використання цього методу є кліматичні умови в регіоні. До складу землебитної суміші в певних пропорціях входять земля, глина, пісок, вапно, дрібне каміння. Також можливе додавання крейди, цементу. Залишки перших відомих споруд, збудованих за цією технологією, відносяться до періоду неоліту. Римський історик Пліній Старший вказує, що римляни перейняли землебит у карфагенян, та поширили його на своїх територіях. У деяких похованнях часів Трипільської культури (в похованнях 1/6, 4/8, 6/8 і інших) скелети були під шаром щільного засипу, поверх якого могильні камери були закриті землебитними «пробками».
Найвідоміша в Росії споруда з землі — це Пріоратський палац у Гатчині, де несучі стіни створені зі спеціальним способом збитої (пресованої) і просушеної землі. Пріоратський палац був побудований Н. А. Львовим, який був захоплений ідеєю зведення великих архітектурних споруд по техніці землебиту. Ця техніка пропонувалася французьким архітектором Франсуа Койнтеро в книзі, яку він випустив в 1790 році.